# Drève du Comte de Flandre
Ne doit pas être confondu avec Drève du Comte.
La drève du Comte de Flandre est un chemin bruxellois de la commune d'Auderghem et Watermael-Boitsfort en Forêt de Soignes qui relie l'avenue Charles Schaller à la drève Hendrickx ou in fine à la chaussée de La Hulpe passant par le sentier du vallon des chênes sur une longueur de 2 797 mètres. Elle est interdite au trafic routier.